# Константиновка (Каушанский район)
Константи́новка (рум. Constantinovca) — село в Каушанском районе Молдавии. Наряду с селом Первомайск входит в состав коммуны Первомайск.

## История
В 1896 году 44 семьи (347 человек) переселились из болгарского села Балбунар (ныне город Кубрат) на территорию современного Каушанского района Молдовы и основали там село Константиновка.
Переселенцы заключили договор покупки земли с владельцем по фамилии Константинов. Согласно договору он продавал им землю дешевле, если переселенцы назовут село его именем а храмовый праздник будет в день Св. Константина и Елены. Кроме этого, так же учли, что в с. Баллбунар в Болгарии, церковь в честь Константина и Елены.
Основателями села были семьи: Куруч, Дерли, Драгневы, Волковы, Карабаджак, Попаз, Бахчиванжи.
В 30-х г XX века к этим семьям переселяются несколько семей из сел Бургуджи (Виноградовка Арцизского района) и Чумлекиой (Виноградовка Тарутинского района) Украинской ССР.

## География
Село расположено на высоте 51 метр над уровнем моря в 30 км от города Бендеры. Ближайший населённый пункт — село Первомайск.

## Население
По данным переписи населения 2004 года, в селе Константиновка проживает 762 человека (389 мужчин, 373 женщины).
Этнический состав села:
| Национальность | Число жителей | Процентный состав |
| -------------- | ------------- | ----------------- |
| болгары        | 581           | 76,25             |
| молдаване      | 112           | 14,7              |
| русские        | 36            | 4,72              |
| украинцы       | 30            | 3,94              |
| гагаузы        | 2             | 0,26              |
| прочие         | 1             | 0,13              |
| Всего          | 762           | 100 %             |